# 货币霸权
货币霸权是指单一国家对国际货币体系具有决定性影响。货币霸权一词出现在迈克尔·哈德森的《超级帝国主义》中。英國和美国曾經主宰過貨幣霸權。